# 奇觀礁燈塔 (密西根州)
奇觀礁燈塔（英文：Spectacle Reef Light）是位於麥基諾水道以東11英里的燈塔，位於密西根州休倫湖的北端。由奧蘭多·梅特卡夫·坡上校和戈弗雷·韋策爾少校設計和建造，是五大湖上造價最昂貴的燈塔。
由於在淺灘上建造與在水下鋪設圍堰的難度，這被認為是休倫湖燈塔建造中「最壯觀的工程成就」。由於當地氣候使工期被限制在夏季，燈塔花了四年時間才完工。。2020年，奇觀礁燈塔保護協會成立，開始對燈塔進行修復。

## 歷史

#### 背景概述
奇觀礁燈塔是在1870年到1910年的40年間被建造的，在那期間，工程師們開始於存在重大航行危險的孤立島嶼、珊瑚礁和淺灘上建造燈塔。但在那之前，燈船是標記危險的唯一實際方法，這對駕駛它們的水手來說是危險的，而且難以維護。更糟糕的是，無論使用哪種類型的錨，燈船都有可能在暴風雨中被吹離其預期位置，這使得它們成為惡劣的天氣中潛在的危險因子，因為船長將依賴這些燈的位置來測量他們自己的船與礁岩的距離。
在1852年到20世紀初，美國燈塔委員會積極建造燈塔以支援五大湖的船舶交通，這也是為何五大湖的燈塔除了坡礁燈塔和礫石淺灘燈塔之外大部分都建於1925年之前。1852年至1860年間，委員會建造了26座新燈塔。即使南北戰爭及其影響減緩了建設，但仍在戰爭的十年中興建了十幾個新燈塔。僅1870年代，他們就在湖區建造了43座新燈塔，而在1880年代，甚至建造了100多座燈塔。最終委員會在五大湖上建造了334個主要燈塔、67個霧號和563個浮標。
在19世紀，五大湖的燈塔設計隨著技術的進步慢慢演變。在1870年代，最常見的設計是在住宅屋頂或附在房子上較小的方形塔上建造一個看守員的宿舍。1880年代，為了將燈光提升到更高的焦平面，建造了通常在80到100英尺高之間的錐形磚塔。而到了1890年代，鋼襯塔開始取代老一代的磚砌建築成為新的建造主流。
委員會使用了水下圍堰的設計，在淺灘上建造了沃格森斯燈塔（1851），奇觀礁燈塔（1874）、斯坦納德岩燈塔（1882） 和底特律河燈塔（也稱為條點淺灘燈塔。1885 年）。這項國家工程項目最後於「以漫長而昂貴的過程建造的燈塔」世紀之石燈塔（1908）和白淺灘燈塔（1910）的建設完成而告終。
奇觀礁燈塔是密西根水域14座珊瑚礁燈塔複合體的一部分，旨在幫助船隻在麥基諾水道的淺灘和珊瑚礁中航行。

#### 建設
該燈塔原址於1868年首次被浮標標誌。燈塔是在燈塔委員會的主持下建造的，是土木工程和耐力的壯舉。燈塔於1870年開始建造，以應對1860年代在該地點許多船隻的災難性損失；例如兩艘縱帆船在1867年因礁石擱淺並解體。通過海峽的貨輪運輸量增加導致了更多船舶損失的風險，卻沒有完善的警示設備。損失的巨額成本使國會相信，建造一座位於休倫湖沿岸商業航道上的燈塔以減少未來沉船的可能性會更具成本效益。 
奇觀礁燈塔耗資406,000美元，其中最昂貴的開銷是購買蒸汽船將材料運送到現場。
地樑鋪設在一個圍堰中，由一個12英寸厚木板製成的木框保護，並深埋在地表以下11英尺處。木框是在造船廠的滑道上建造的，就像造一艘船一樣。木框製作完成後被拖船拖曳到礁石上，在那裡沉沒並安裝在礁石上。這個木框很大：底面積8,464平方英尺，高24英尺，體積共203,136立方英尺。它形成了一個穩固的地基，為圍堰、碼頭和工人宿舍奠定了基礎。後來圍堰被拆除以露出基岩，並在其上鋪設砌體結構。
燈塔的建造過程費時20個月，工期被拆散於四年（1870~1874年）的夏季。由於天氣惡劣，整個冬天與春季和秋季的大部分時間都無法施工。
布瓦布蘭克島是距離燈塔最近的島嶼，位於燈塔西北方距10英里至12英里；但無論是它還是南方10.3英里的九英里角，都沒有合適的施工集散地。因此燈塔的建造完全是在現場進行的。碼頭與工人宿舍建成後，其中一棟建築的屋頂臨時安裝了四階菲涅耳透鏡。1873年秋天，施工幾乎完成，但冬季風暴的來臨迫使工程被暫停，直到來年春天。1874年春天，燈塔的工程又開始了，隨著鑄鐵燈室和新的二階菲涅爾透鏡的安裝完成，燈塔落成並於1874年6月首次投入使用。
燈塔的位置使其容易受到流冰的影響。休倫湖冰原所衍生的流冰，在這個湖中可以達到兩英尺或更多英尺厚，面積達數千英畝，隨著冬季洋流移動。這些尺寸的質量創造了「一種幾乎不可阻擋的力量」，這對於奇觀礁燈塔來說是一大挑戰，最終通過在湖底插入一個結構來克服這種力量，這種結構能使冰被壓碎並讓它的運動受到阻礙，最終擱淺在淺灘上。這創造了一個「對抗其他冰原」的有效牆體。
燈塔直徑32英尺的底座高出水位93英尺，塔基低於水位11英尺，塔形為圓形錐台。
正如美國海岸警衛隊所指出的：34英尺以下的塔體是實心的，以上則是空心的。燈塔有五個房間，每個房間的直徑皆為14英尺，具有不同的高度。中空部分的牆壁厚度為5英尺6英寸，最後在簷口的彈簧處逐漸變細至16英寸。
就在簷口下方，石塊厚2英尺，且在每一層都互鎖，並用2.5英寸厚和2英尺長的鍛鐵螺栓固定在一起。同樣，塔身用3英尺長的螺栓固定在基岩上。在石塊就位後，施工人員用純波特蘭水泥將大部分空隙堵住了，這種水泥乾燥後和石頭本身一樣硬。因此，這座塔實際上是一塊巨石。
這些石頭是在16英里外的斯卡蒙斯港的造船廠切割的。它們被逐個安裝在磚石平台上，且都在三天內安裝，鑽孔並用螺栓固定。這座燈塔被描述為「美國最好的整體石砌體建築」和「五大湖上最偉大的工程壯舉之一」。
1872年9月，一場暴風對燈塔造成了相當大的破壞，不得不花費巨資進行修復。氣象術語「暴風」並非真實測量而得到，因為在冬季，該位置沒有監測風速裝置。但是，在密西根州蘇必利爾湖花崗岩島的一個類似地點和風暴中，2003年1月18日記錄到的風速為每小時143英里。
在1873~74年冬天之後，當守門員返回新建成的塔樓時，他們發現冰堆的高度疊到了30英尺，即比門口高7英尺的地方，並且除非他們切掉整座環繞燈塔的冰山，否則他們無法進入。 
該燈附有霧信號樓、油庫和儲藏樓，用於升高和降低船隻的吊艇架。
燈塔委員會建造了這座燈塔的模型，該模型在1893年芝加哥哥倫布紀念博覽會的航標展示中展出。

## 現況

來自USCG未注明日期的照片

最初的二階菲涅耳透鏡（由法國巴黎的Henry-Lepaute製作）於1982年被拆除。現在在內海海事博物館（也稱為五大湖歷史學會博物館）展出。在菲涅耳透鏡被現代丙烯酸透鏡取代後，奇觀礁燈塔一直作為有效的導航輔助設備直到今天。
2005年7月，「奇觀礁燈站」被列入國家史蹟名錄，編號為05000744。
奇觀礁燈塔是「五大湖燈塔」系列郵票的五座燈塔之一，郵票由霍華德·科斯洛於1995年設計。 這個系列在五大湖中每座湖都選擇了一座燈塔，分別是蘇必利爾湖上的裂石燈塔、密西根湖上的聖約瑟夫燈塔、休倫湖上的奇觀礁燈塔、伊利湖上的大理石頭燈塔和安大略湖上三十英里點燈塔。
2020年，奇觀礁燈塔保護協會成立，並迅速開始了燈塔的修復工作。

## 外部連結
- 维基共享资源上的相關多媒體資源：奇觀礁燈塔
- Interactive map, pictures, descriptions of Northern Lake Huron lights.
- Lighthouses in the Mackinac Straits. （页面存档备份，存于）